# Don Chaney
Pour les articles homonymes, voir Chaney.
Donald R. Chaney (né le 22 mars 1946 à Bâton-Rouge, Louisiane) est un ancien joueur américain professionnel de basket-ball devenu ensuite entraîneur.

## Biographie
Chaney joua en NCAA à l'Université de Houston et joua les 40 minutes lors du fameux 'match du siècle de NCAA' à l'Astrodome. Cette année-là, Chaney fut drafté au premier tour (12e rang) par les Celtics de Boston lors de la Draft 1968 de la NBA.
Il joua durant 11 années en NBA et une saison en ABA : de la saison 1968-69 à la saison 1974-75 et lors des saisons 1977-78 et 1979-80  aux Celtics de Boston où il fut champion NBA dès son année rookie et remporta un deuxième titre en 1974, entrecoupé par des passages aux Spirits of St. Louis en ABA lors de la saison 1975-76 et, de retour en NBA, aux Lakers de Los Angeles lors des saisons 1976-77 et 1977-78. Il fut sélectionné dans la NBA All-Defensive second team en 1972,1973,1974,1975 et 1977.
Il est le seul membre des Celtics à avoir joué avec les deux joueurs emblématiques de l'équipe que sont Bill Russell et Larry Bird.
Il devint ensuite entraineur durant 22 saisons (dont 9 en tant qu'entraineur en chef): aux Los Angeles Clippers de 1984-85 à 1986-87, aux Rockets de Houston de 1988-89 à 1991-92, aux Pistons de Détroit de 1993-94 à 1994-95 et aux Knicks de New York de 2001-02 à 2003-04. Il a obtenu le trophée de NBA Coach of the Year avec les Rockets de Houston lors de la saison 1990-91, après avoir mené les Rockets à un bilan de 50 victoires-32 défaites. Il fut intronisé au Louisiana Sports Hall of Fame en 1991.
Il a également fait partie du staff de l'équipe américaine championne du monde en 1994 en tant qu'entraineur adjoint lors du Championnat du monde de basket masculin 1994.

## Palmarès

### En tant que joueur
- Champion NBA en 1969 et 1974 avec les Celtics de Boston
- All-Defensive Second Team en 1972, 1973, 1974, 1975 et 1977[1]

### En tant qu'entraineur
- Élu entraineur NBA de l'année en 1991 avec les Rockets de Houston
- Champion du monde en 1994 avec la sélection américaine (en tant qu'entraineur-adjoint)